# Polskie Stowarzyszenie Studentów Fizyki
Polskie Stowarzyszenie Studentów Fizyki (PSSF) – polska organizacja pozarządowa, której celem jest integracja środowiska studentów fizyki oraz nauk pokrewnych w Polsce, a także popularyzacja nauki. Została założona 24 listopada 2018 roku w Krakowie . Jest polskim komitetem narodowym International Association of Physics Students {iaps}.

## Władze
Obecnie w skład zarządu stowarzyszenia wchodzą:
- Prezes - Mikołaj Zawadzki
- Sekretarz Generalny - Włodzimierz Mikke
- Skarbnik - Jagoda Zawisz
- Członkini zarządu ds. współpracy - Natalia Godlewska
- Członkini zarządu ds. promocji - Jagoda Maląg
- Członek zarządu ds. wydarzeń - Piotr Mróz
- Członek zarządu ds. członkostwa - Paweł Drop

Komisję rewizyjną organizacji tworzą:
- Marcin Sokołowski (przewodniczący)
- Michał Suchorowski
- Grzegorz Jaczewski
- Alicja Szostak
- Mateusz Kaczmarek